# スタディオヌル・ナツィオナル
アレーナ・ナツィオナーラ（Arena Națională ルーマニア語発音: [aˈrena natsi.oˈnalə]、国立競技場）はルーマニアの首都ブカレストにあるスタジアムである。

## 概要
1953年からあった旧スタジアム（Stadionul Național）を解体し、UEFAエリートスタジアムとして建て替えた。サッカールーマニア代表の試合や、ルーマニアカップ決勝、2012年にUEFAヨーロッパリーグ決勝が開催された。2021年にはDota 2の世界一決定戦The International（TI10）の会場が決まっている。

## 旧スタジアム
1953年に開催された世界青年学生祭典の開催に向けて建設されたスタジアム。通称でスタディオヌル・リア・マノリウと呼ばれていた。